# Dromesnil
Dromesnil és un municipi francès situat al departament del Somme i a la regió dels Alts de França. L'any 2007 tenia 102 habitants.

## Demografia

### Població

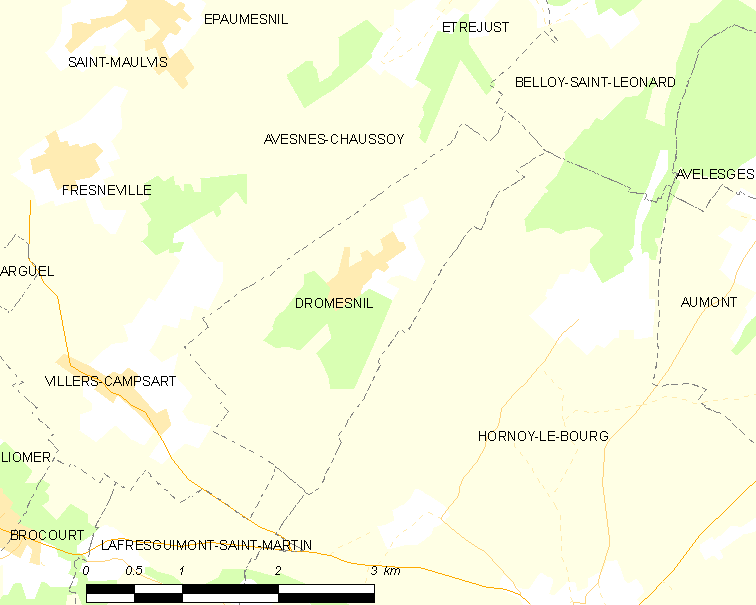
mapa del municipi

El 2007 la població de fet de Dromesnil era de 102 persones. Hi havia 48 famílies de les quals 16 eren unipersonals (4 homes vivint sols i 12 dones vivint soles), 16 parelles sense fills, 8 parelles amb fills i 8 famílies monoparentals amb fills.
La població ha evolucionat segons el següent gràfic:
Habitants censats

### Habitatges

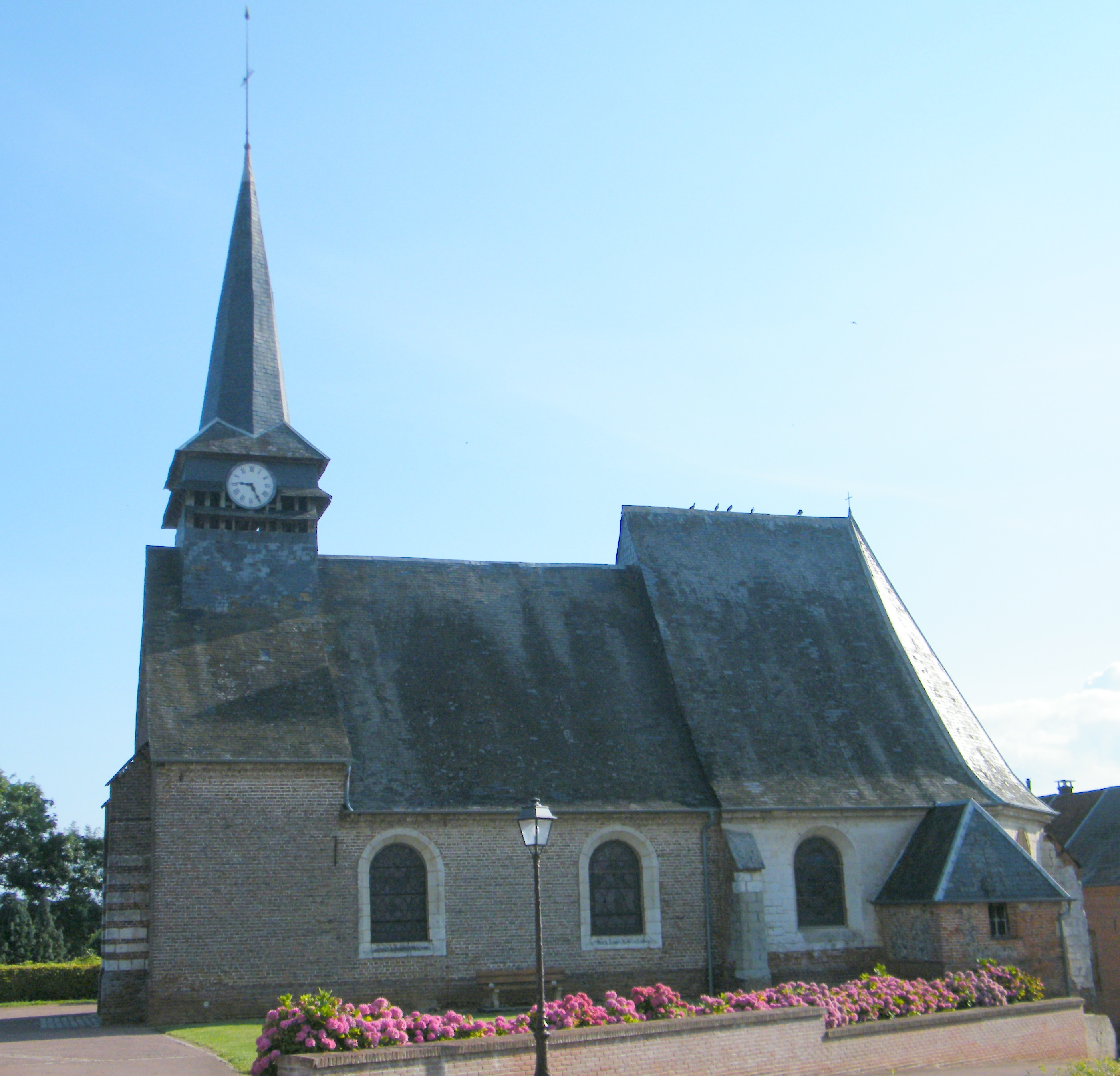
església

El 2007 hi havia 62 habitatges, 49 eren l'habitatge principal de la família, 4 eren segones residències i 9 estaven desocupats. Tots els 62 habitatges eren cases. Dels 49 habitatges principals, 37 estaven ocupats pels seus propietaris, 10 estaven llogats i ocupats pels llogaters i 2 estaven cedits a títol gratuït; 1 tenia dues cambres, 4 en tenien tres, 14 en tenien quatre i 30 en tenien cinc o més. 34 habitatges disposaven pel capbaix d'una plaça de pàrquing. A 24 habitatges hi havia un automòbil i a 19 n'hi havia dos o més.

### Piràmide de població

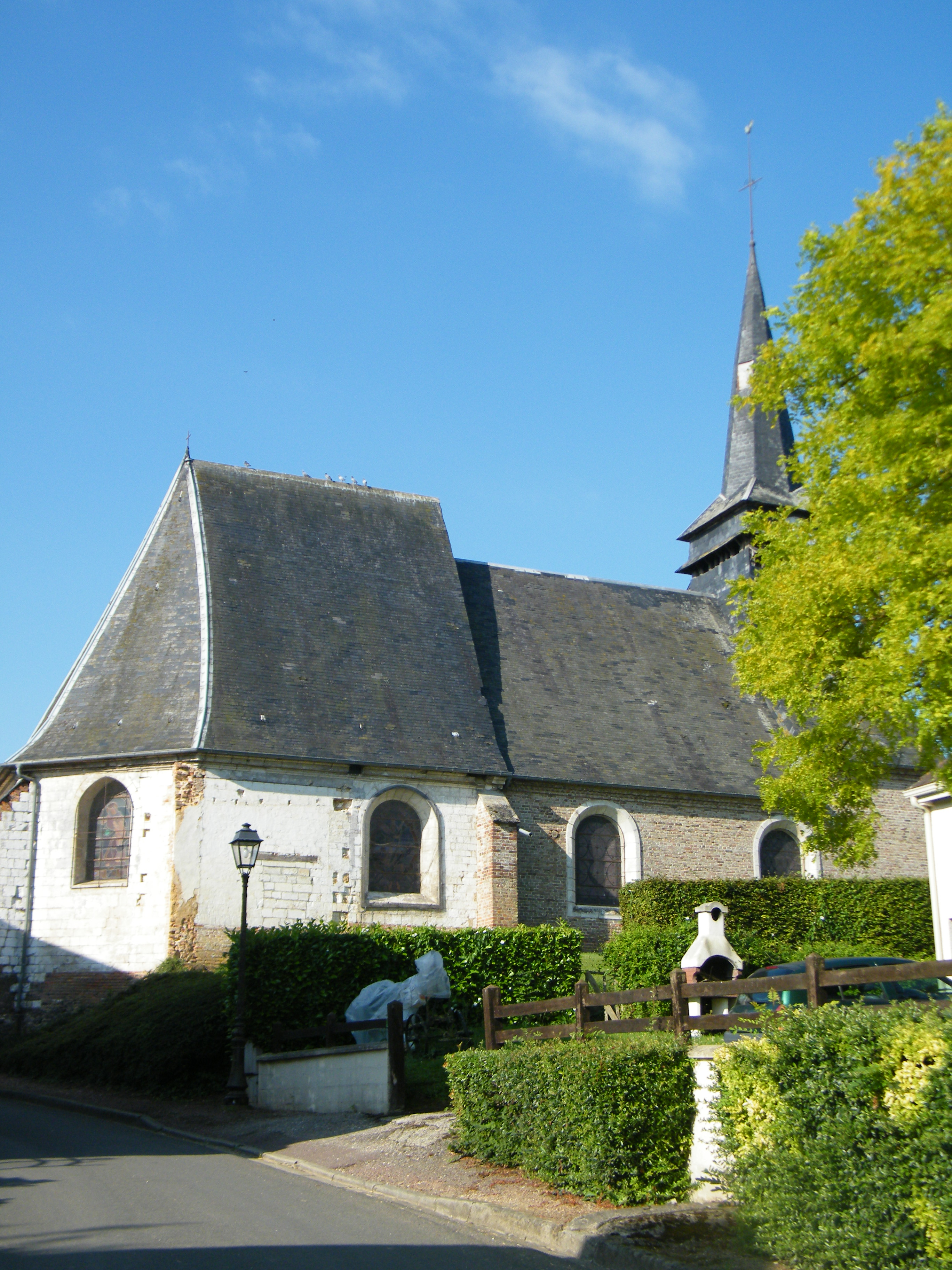

La piràmide de població per edats i sexe el 2009 era:
| Homes | Edats   | Dones |
| ----- | ------- | ----- |
| 0     | 95 o +  | 0     |
| 8     | 90 a 94 | 0     |
| 0     | 85 a 89 | 4     |
| 0     | 80 a 84 | 4     |
| 0     | 75 a 79 | 4     |
| 4     | 70 a 74 | 8     |
| 0     | 65 a 69 | 0     |
| 0     | 60 a 64 | 4     |
| 0     | 55 a 59 | 0     |
| 4     | 50 a 54 | 4     |
| 20    | 45 a 49 | 4     |
| 8     | 40 a 44 | 4     |
| 0     | 35 a 39 | 8     |
| 0     | 30 a 34 | 0     |
| 4     | 25 a 29 | 0     |
| 4     | 20 a 24 | 0     |
| 4     | 15 a 19 | 0     |
| 0     | 10 a 14 | 12    |
| 0     | 5 a 9   | 8     |
| 0     | 0 a 4   | 4     |

## Economia

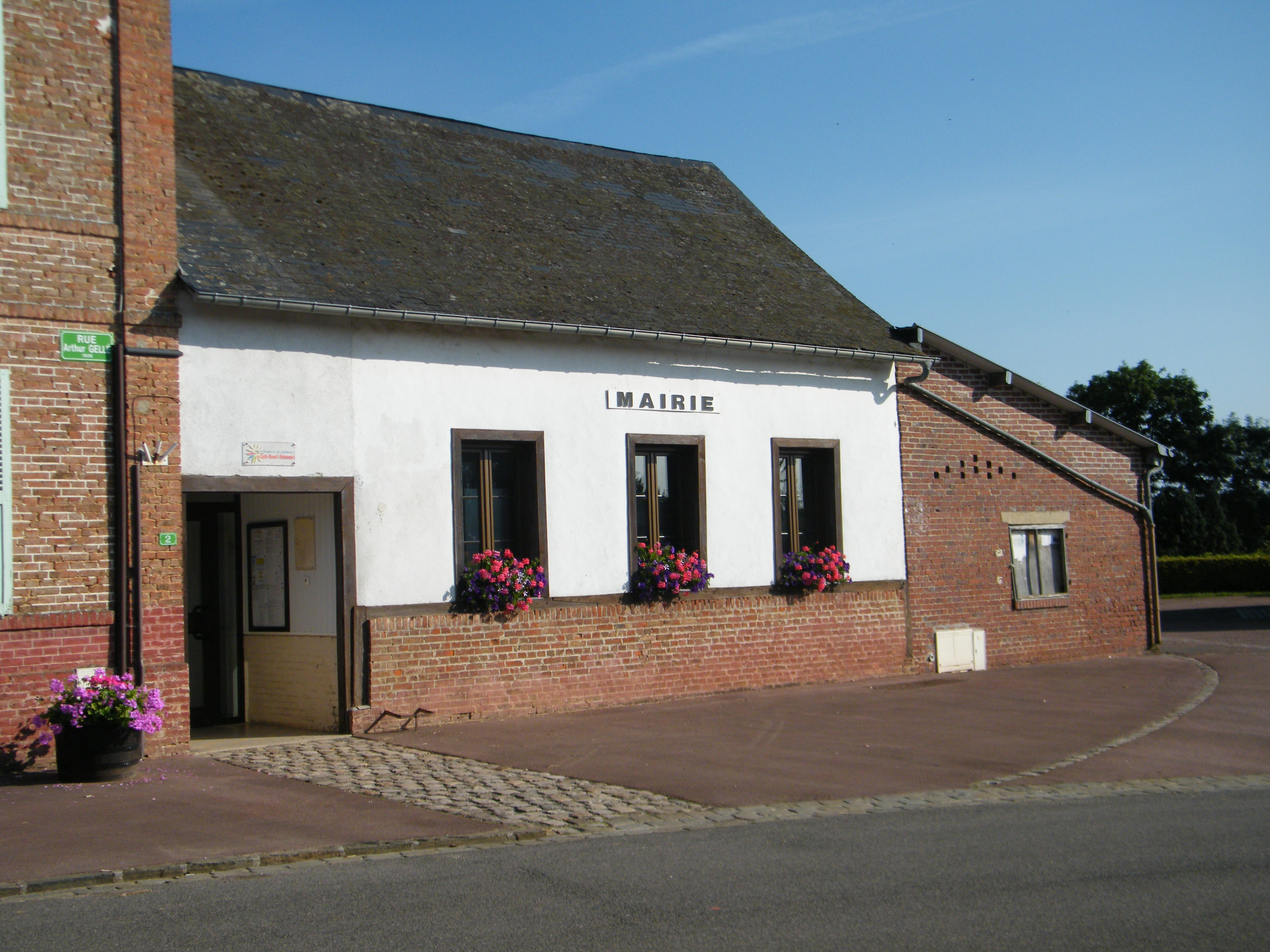
ajuntament

El 2007 la població en edat de treballar era de 66 persones, 43 eren actives i 23 eren inactives. De les 43 persones actives 38 estaven ocupades (23 homes i 15 dones) i 5 estaven aturades (1 home i 4 dones). De les 23 persones inactives 11 estaven jubilades, 5 estaven estudiant i 7 estaven classificades com a «altres inactius».

### Ingressos

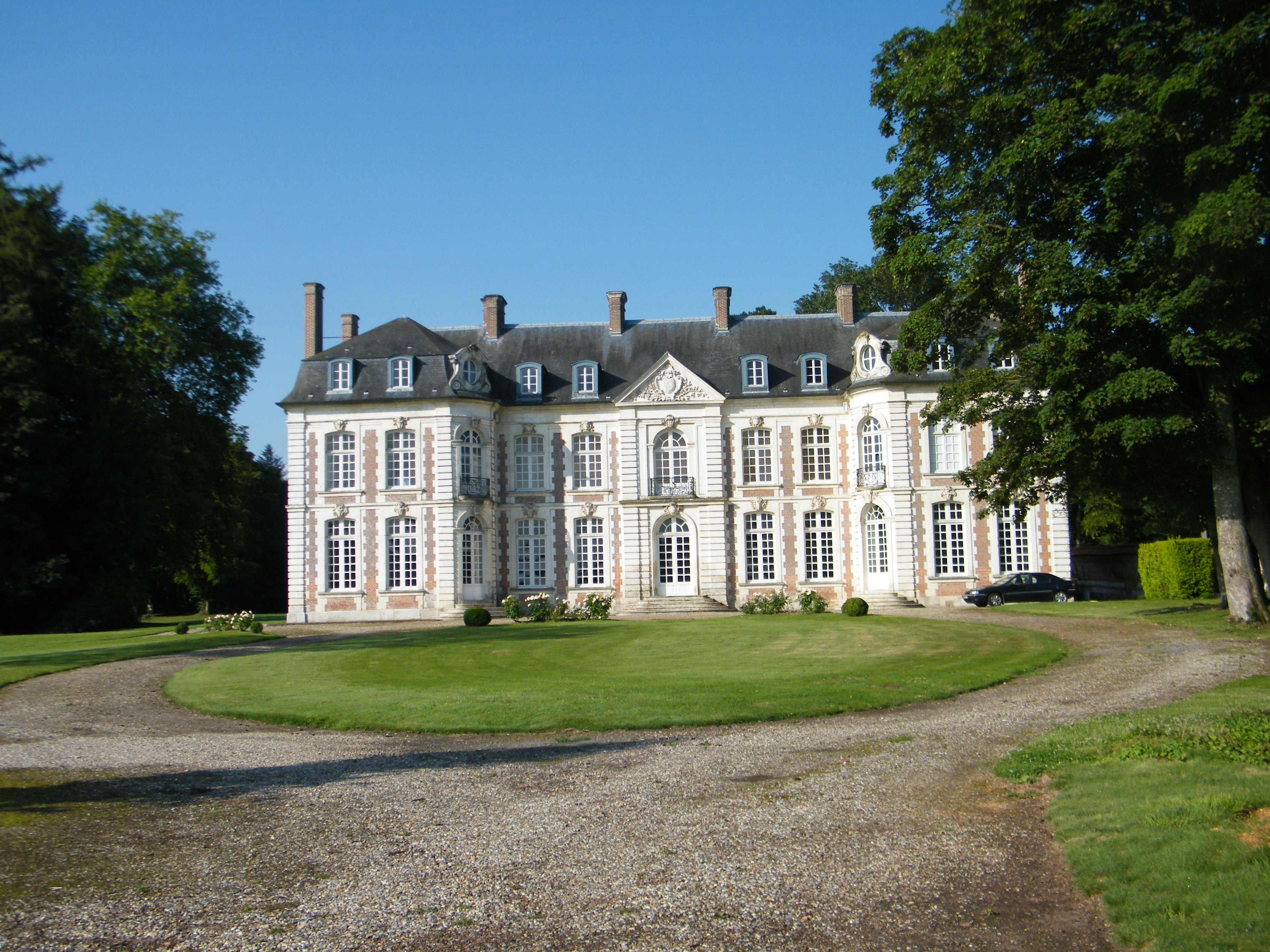

El 2009 a Dromesnil hi havia 46 unitats fiscals que integraven 98 persones, la mediana anual d'ingressos fiscals per persona era de 16.965 €.

### Activitats econòmiques
Els 2 establiments que hi havia el 2007 eren d'empreses de serveis.
L'any 2000 a Dromesnil hi havia 11 explotacions agrícoles que ocupaven un total de 496 hectàrees.

## Poblacions més properes

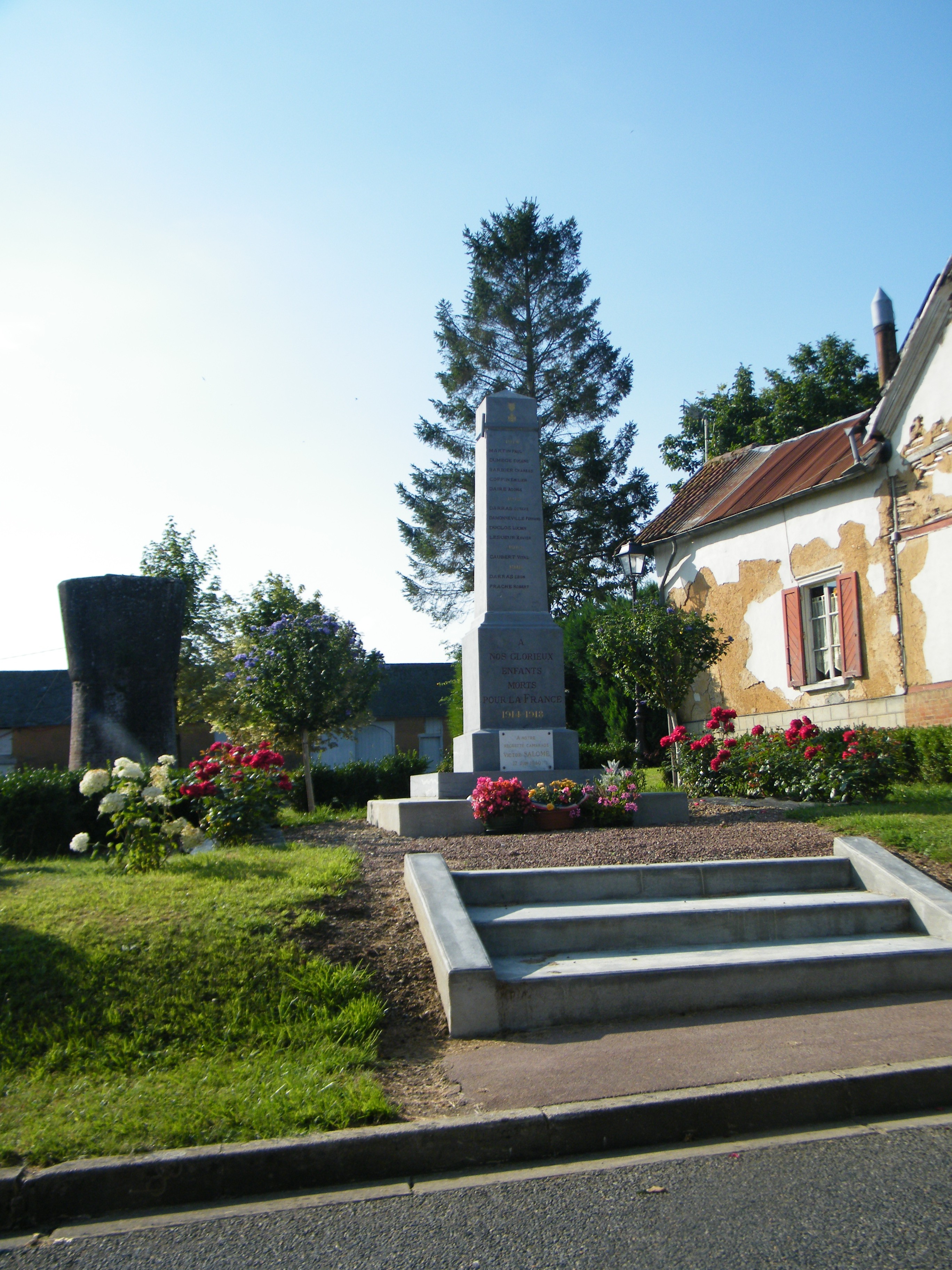

El següent diagrama mostra les poblacions més properes.